# Dicasterio para la Cultura y la Educación
El Dicasterio para la Cultura y la Educación es un dicasterio de la curia romana, instituido por el papa Francisco mediante la constitución apostólica Praedicate evangelium, del 19 de marzo de 2022, por la que reforma la curia romana. Comenzó su funcionamiento el 1 de junio de 2022, asumiendo los cometidos que hasta ese momento eran competencia del Pontificio Consejo de la Cultura y de la Congregación para la Educación Católica.

## Historia
La Congregación para la Educación Católica fue uno de los dicasterios que integraron la curia romana desde su organización por Sixto V, mediante la constitución apostólica Immensa Aeterni Dei ; el Pontificio Consejo de la Cultura, es relativamente reciente pues fue instituido en 1982 por, Juan Pablo II mediante la carta apostólica, en forma de motu proprio, Inde a Pontificatus. Ambos órganismos curiales se mantuvieron en la reforma de la curia romana operada por la consttución apostólica Pastor Bonus, 28 de junio de 1988, de Juan Pablo II..La constitución apostólica Praedicate evangelium, del papa Francisco instituye el nuevo Dicasterio para la Cultura y la Educación, que asume las tareas que se le encomendabana a estos dos organismos de la curia que quedan suprimidos el 1 de junio de 2022.

### Congregación de la Educación Católica
En la organización de la curia romana, en 1588 por Sixto V, esta congregación, denominada pro universitate studi romani, quedó encargada de supervisión de los estudios impartidos en Roma y en otras universidades pontifiicas como la de Bolonia, la de Salamanca y la Sorbona (París). La reforma de la Curia por Pío X en 1908 confirma esta misión. En 1915 recibe el nombre de «Congregatio de Seminariis et Studiorum Universitatibus». En 1967, Pablo VI le da el nombre de «Sagrada Congregación para los Institutos de Enseñanza». Su nombre actual data de 1988 por la constitución Pastor Bonus de Juan Pablo II.

### Pontificio Consejo de la Cultura
El Pontificio Consejo para la Cultura, fue creado por Juan Pablo II, mediante carta autógrafa del 20 de mayo de 1982. La constitción apostólica Pastor Bonus (1988), el consejo recibió la ddnominación "de la Cultura".  Más adelante, mediante la carta apostólica, en forma de motu proprio, Inde a Pontificatus, de 25 de marzo de 1993, Juan Pablo II reorganizó el consejo, fijando su principal cometido "promover el encuentro entre el mensaje salvífico del Evangelio y las culturas de nuestro tiempo, a menudo marcadas por la no creencia y la indiferencia religiosa, a fin de que se abran cada vez más a la fe cristiana, creadora de cultura y fuente inspiradora de ciencias, letras y artes"
En el Consejo quedó integrado el Consejo para el Diálogo con los No Creyentes establecido por la Pastor Bonus, incluyendo por tanto entre sus cometidos  "el diálogo con los que no creen en Dios o no profesan ninguna religión".  Se le encomendó también al Consejo a coordinación de la Pontificia Academia de las Ciencias; la Pontificia Academia de las Ciencias Sociales; y de la Comisión Pontificia para los Bienes Culturales de la Iglesia, que dejó de depender de la Congregación del Clero.

## Cometidos y organización
La reforma de la curia mediante la constitución apostólica Praedicate evangelium, unifica en el Dicasterio para la Cultura y la Educación estos dos instituciones curiales, sinterizando así su cometido:

El Dicasterio para la Cultura y la Educación trabaja para el desarrollo de los valores humanos en las personas en el horizonte de la antropología cristiana, contribuyendo a la plena realización del seguimiento de Jesucristo.
Praedicate evangelium, art. 153.1.

El dicasterio queda compuesto por dos secciones: "la Sección para la Cultura dedicada a la promoción de la cultura, la animación pastoral y la puesta en valor del patrimonio cultura" y "la Sección para la Educación que desarrolla los principios fundamentales de la educación con referencia a las escuelas, a los institutos superiores de estudios y de investigación católicos y eclesiásticos". (art. 153,2)

### La Sección para la Cultura
- Ofrece su ayuda y colaboración a las iglesias particulares para la protección y conservación de documentos jurídicos, patrimonio histórico y cultural, archivos, biblioteca, museos, iglesias. (art. 155)
- Promueve y anima el diálogo entre las distintas culturas, y asegura que las iglesias locales las culturas locales (art. 156), con especial atención a quienes no profesan una religión determinada (art. 158)
- Además de las iniciativas propias en materia de cultura, acompaña y colabora con las que emprenden las distintas instituciones de la Iglesia, y se interesa por los programas emprendidos por los Estados y organismo internacionales. (art. 157).

### La Sección para la Educación
- Colabora con los ordinarios locales, conferencias episcopales y estructuras jerárquicas orientales para que: 
  - Los principios fundamentales de la educación, especialmente la católica, sean recibidos e implementados; y para que promociones la identidad católica de las escuelas e institutos superiores. Junto con ellos vela por la enseñanza doctrinal para salvaguardar la integridad de la fe católica (art. 159)
  - Se establezcan las normas según las cuales deben erigirse las escuelas católicas y se garantice la pastoral educativa. Así mismo promueve la educación católica en las escuelas (art. 160)
  - Se promueve el nacimiento y desarrollo de institutos de educación superior eclesiástica (art. 161.1)
- Es competente para 
  - Formalizar el reconocimiento por parte de los Estados de los títulos académicos expedidos en nombre de la Santa Sede (161.2)
  - Aprobar y erigir institutos superiores y otras instituciones académicas eclesiásticas; aprobar sus estatutos y vigilar su observancia (art. 161..3)
  - Emitir en nihil obstat necesario para que los profesores de las disciplinas teológicas[b] (art. 161.4)
  - Colabora con otros dicasterios competentes en el apoyo a los ordinarios locales en la formación académicas de clérigos, miembros de institutos de vida consagrada y sociedades de vida apostólica y laicos que se preparan para un servicio en la Iglesia (art. 161.5).

### Federación Internacional de Universidades Católicas (FIUC)
Administra la Fiuc, desde 1948, una federación dependiente de la Santa Sede, de la cual integran parte las universidades católicas del mundo, reconocidas por el derecho canónico.

### Academias pontificias
El Dicasterio coordina las actividades de las Academias Pontificias, en el momento de la promulgación de la Praedicate evangelium, estás son:
- Insigne Academia Pontificia de Bellas Artes y Letras de los Virtuosos en el Panteón
- Pontificia Academia Romana de Arqueología
- Pontificia Academia de Teología
- Pontificia Academia de Santo Tomás
- Pontificia Academia Mariana Internacional
- Pontificia Academia Cultorum Martyrum
- Pontificia Academia de Latinidad.

### Organigrama[7]
- Prefecto: cardenal José Tolentino de Mendonça
- Secretario de la Sección para la Cultura: obispo Paul Desmond Tighe
- Secretario de la Sección para la Educación: arzobispo Giovanni Cesare Pagazzi
- Subsecretaria: profesora Antonella Sciarrone Alibrandi
- Subsecretario: padre Antonio Spadaro, S.J.
- Subsecretario adjunto: mons. Carlo Maria Polvani

## Lista de prefectos
- Cardenal José Tolentino de Mendonça (Desde el 26 de septiembre de 2022)